# Augustin-Joseph Augé
Augustin-Joseph Augé, francoski general, * 1886, † 1946.